# Rhoose
Rhoose är en ort och community i Storbritannien.   Den ligger i kommunen Vale of Glamorgan och riksdelen Wales, i den södra delen av landet, 220 km väster om huvudstaden London. Antalet invånare är 6 160.
I Rhoose community ligger flygplatsen Cardiff Airport.